# Niedermehnen
Niedermehnen ist eine Ortschaft in der Gemeinde Stemwede im nordrhein-westfälischen Kreis Minden-Lübbecke. Sie hat etwa 530 Einwohner.
Die Erstellung des Dorfplatzes ist eine Gemeinschaftsaktion vieler Einwohner. Er wurde mit einem Richtfest eingeweiht.

## Geschichte
Mehnen wurde im Jahre 1242 erstmals in einer Urkunde erwähnt und gehörte bis zur Franzosenzeit zur Vogtei Levern im Amt Reineberg des Fürstentums Minden. Von 1807 bis 1810 gehörte der Ort zum Kanton Levern des napoleonischen Satellitenstaats Königreich Westphalen. Von 1811 bis 1813 gehörte Mehnen unmittelbar zu Frankreich und dort zur Mairie Levern im Arrondissement Minden des Departements der Oberen Ems.
1816 kam Mehnen zum neuen Kreis Rahden, aus dem 1832 der Kreis Lübbecke wurde. Im Kreis Lübbecke bildete Mehnen eine Gemeinde des Amtes Levern. Etwa im Jahr 1860 wurde die Gemeinde Mehnen zur Unterscheidung von dem bei Blasheim gelegenen Ort Mehnen in Niedermehnen umbenannt.
Im Rahmen der nordrhein-westfälischen Gebietsreform wurde der Ort am 1. Januar 1973 in die neue Gemeinde Stemwede eingegliedert.
Im Bundeswettbewerb 2004 „Unser Dorf soll schöner werden - Unser Dorf hat Zukunft“ erhielt Niedermehnen eine Silberplakette.

## Ortsname
Ursprünglich hieß das Dorf nur Mehnen. Der neue Name Niedermehnen sollte es von dem 17 Kilometer entfernten, ursprünglich gleichnamigen Ort unterscheiden, der heute Obermehnen (heute ein Ortsteil von Lübbecke) heißt.  Der Name Mehnen hängt wohl mit mene oder mana zusammen, dessen Grundbedeutung „Lichtung“ ist und mit Wörtern wie Allmende, gemeinsam und Gemeinde verwandt ist.

## Verkehr
Die nächste Anschlussstelle ist Bünde an der A 30.